# Epipedobates tricolor
Epipedobates tricolor es una especie de rana venenosa de la familia Dendrobatidae endémica de la zona central de Ecuador (provincia de Bolívar).

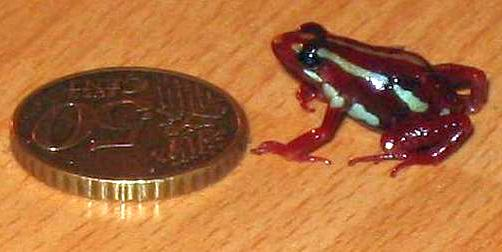
Comparada a una moneda de 50 céntimos de euro.